# 地安门外大街
39°56′12″N 116°23′46″E / 39.9366168°N 116.3961358°E
地安门外大街是位于中国北京市西城区东北部的一条大街。因位于北京皇城地安门外而得名。

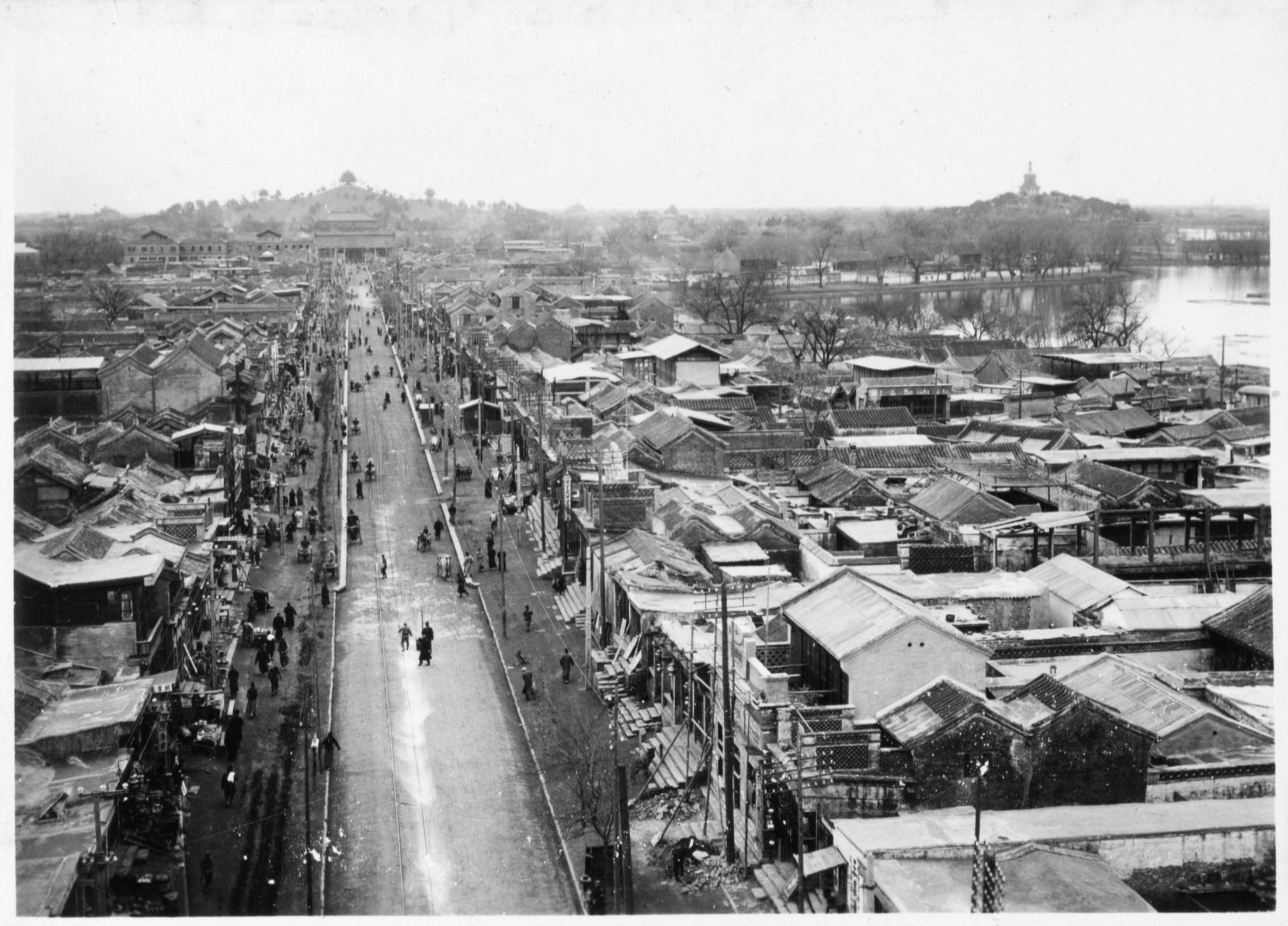
1930年代

## 简介

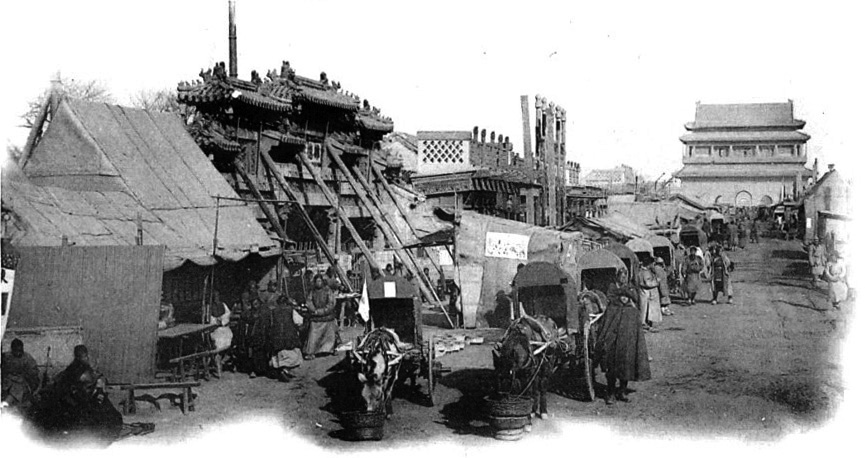
清末的地安门外大街。（1900年或01年摄）

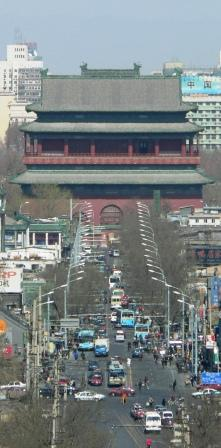
从景山上北望地安门外大街及鼓楼

地安门外大街北起鼓楼，与鼓楼西大街、鼓楼东大街衔接，南至地安门，与地安门西大街、地安门东大街、地安门内大街衔接。
地安门外大街，旧时分为两段，以万宁桥（后门桥）为界。以北至鼓楼，明朝称“鼓楼下大街”，因在鼓楼之下而得名；清朝光绪《顺天府志》称“鼓楼大街”。以南，清朝称“地安门大街”（自万宁桥至景山后街，包括今地安门外大街南段以及今地安门内大街）。中华民国初年未变。后改以地安门为界，地安门以北称“地安门大街”，以南称“地安门内大街”。中华人民共和国时期，地安门以北称“地安门外大街”，与地安门内大街相对。
文化大革命时期曾改名“总路线路”。

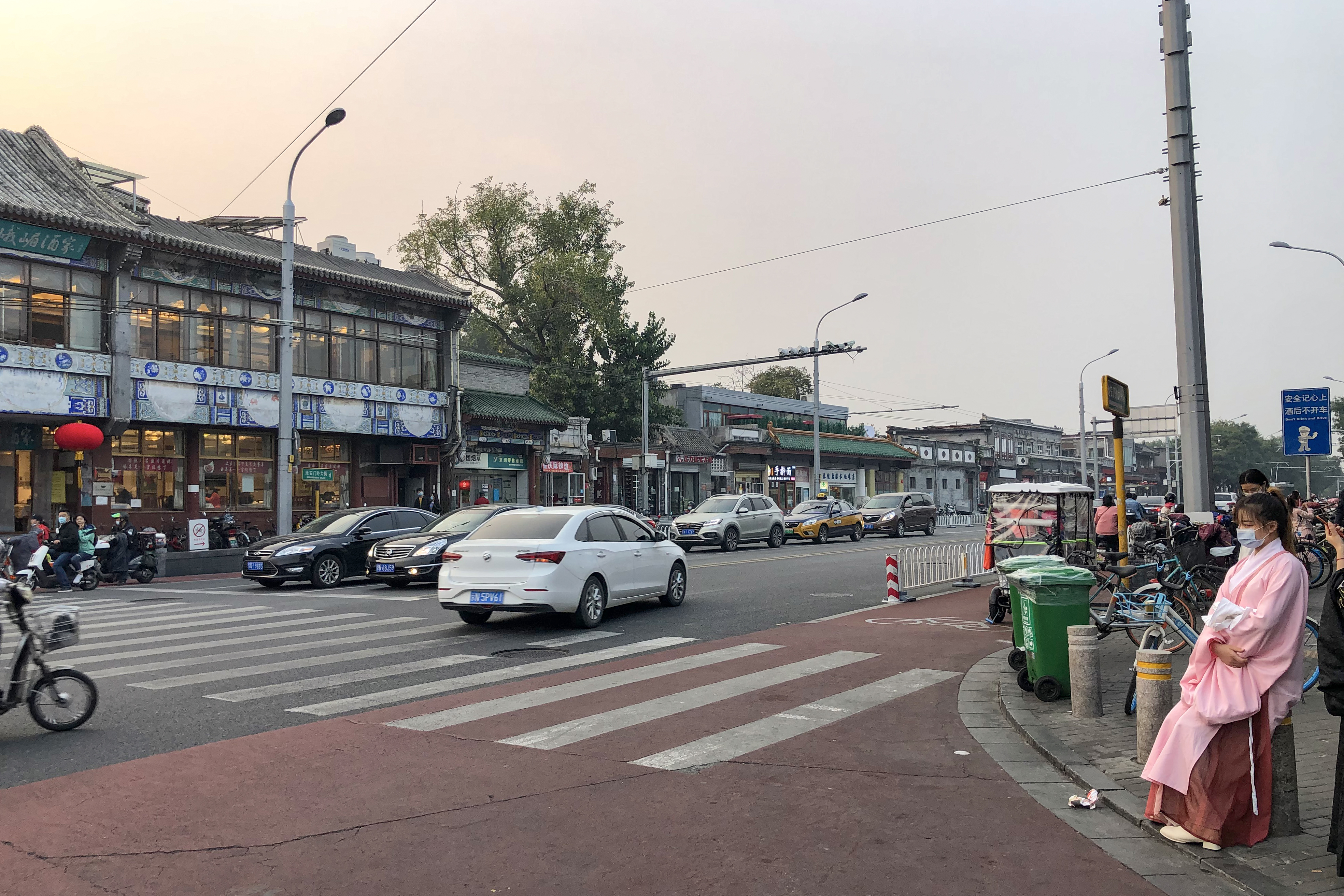
地安门外大街最南端

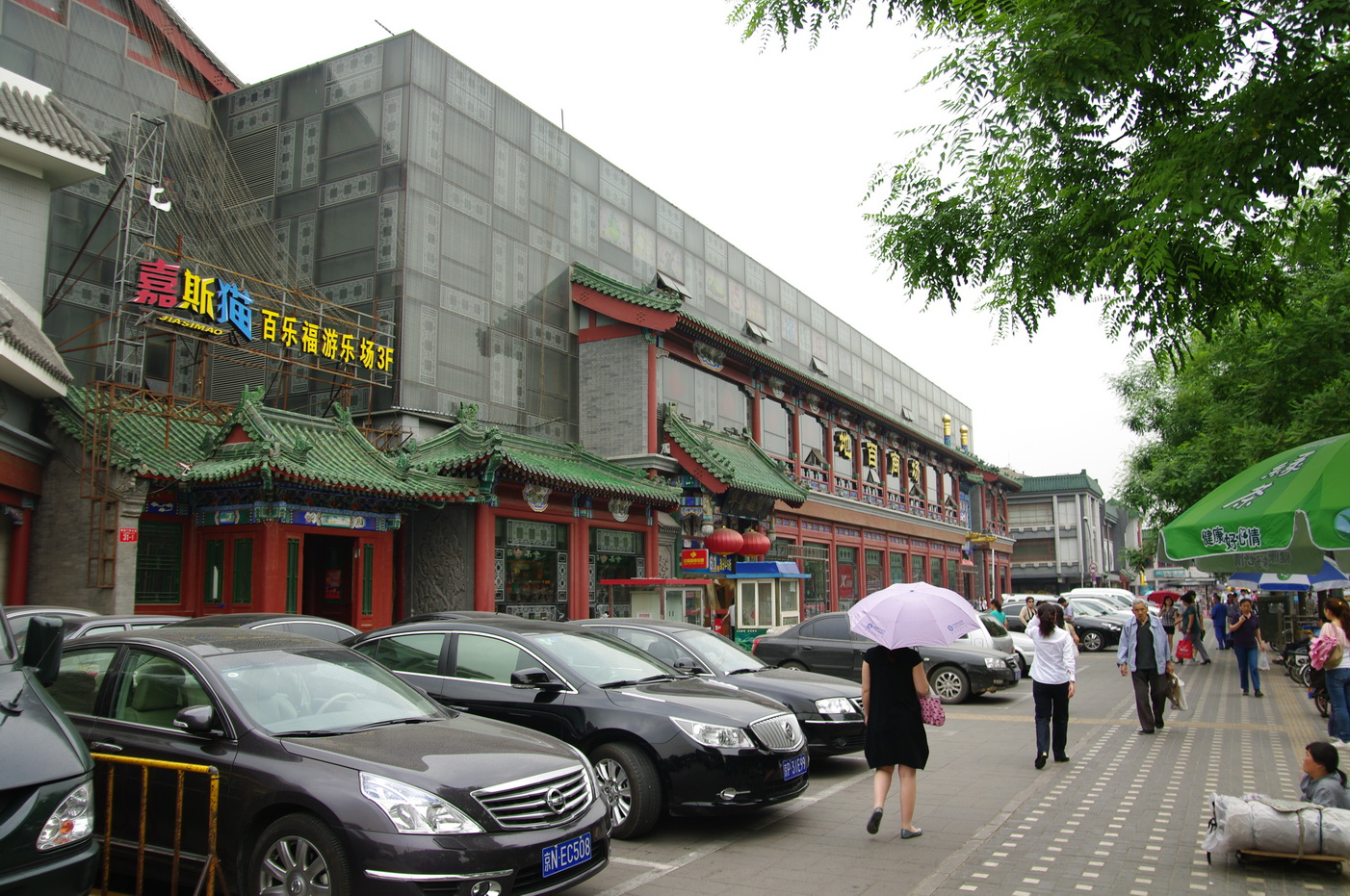
地安门外大街西侧的地安门百货商场

地安门外大街西侧自南向北分别同帽局胡同、扬俭胡同、白米斜街、马良胡同、前海南沿、义溜胡同、万年胡同、烟袋斜街相交，东侧自南向北分别同岔子胡同（已毁）、拐棒胡同（已不通）、帽儿胡同、方砖厂胡同相交。大街上有许多古迹，如万宁桥、为宝书局（现为新华书店地安门店）、旧式铺面房（现为瑞蚨祥地安门店）等等。万宁桥下，有玉河流过该大街。大街上还有地安门百货商场、北京北海医院。大街上有众多餐馆和小商铺，护国寺小吃分店、清真餐馆望德楼均在这里。